# Al-Muzaffar Sayf ad-Dîn Hâjjî
Pour les articles homonymes, voir Sayf ad-Dîn.
Al-Muzaffar Sayf ad-Dîn Hâjjî (? -1347) est un sultan mamelouk bahrite d’Égypte de 1346 à 1347, sixième fils d’An-Nâsir Muhammad à régner. Son frère An-Nâsir al-Hasan lui succède en 1347.

## Biographie
Al-Muzaffar Sayf ad-Dîn Hâjjî arrive au pouvoir après que son frère Al-Kâmil Sayf ad-Dîn Chaban a été assassiné. 
Il vide le trésor impérial avec la complicité d’une de ses esclaves alors que la population meurt de faim. Il est assassiné en 1347.